# Снятецький Семен
Семен Снятецький  (псевдо: «Сійко», «Сівко») (?, смт Журавно, Жидачівський район, Львівська область — † 13 травня 1943, с. Чорниж, нині Маневицький район, Волинська область) — один з організаторів формувань УПА на Волині, член військового штабу, ад‘ютант штабу УПА на Волині. Поручник УПА (посмертно).

## Життєпис
Член ОУН, у 1939—41 рр. проходив військовий вишкіл за кордоном у вартівничих сотнях (Веркшуц), із 1941 — підстаршина в одному з українських легіонів ДУН. Отримав звання хорунжого.
Весною 1943 року організував формування УПА на Волині, член військового штабу, ад‘ютант штабу УПА на Волині. Загинув разом з членами штабу Василем Івахівим і Юліаном Ковальским у бою з німецьким підрозділом під с. Черниж Маневицького р-ну Волинської обл.
Посмертно підвищений до поручника.